# Johann Ernst Noricus
Johann Ernst Noricus (auch: Nürnberger; * 16. Juni 1634 in Nordhausen; † 7. März 1678 in Merseburg) war ein deutscher Rechtsgelehrter.

## Leben
Der Sohn des Nordhäuser Theologen Johann Samuel Noricus (1596–1669) und dessen Ehefrau Catharina, der Tochter des Nordhäuser Ratsherrn Hans Apel, entstammte einem alten Pfarrgeschlecht, das 109 Jahre vor ihm bereits in Nordhausen ansässig geworden war. Nach einem Unterricht durch Privatlehrer besuchte er die Stadtschule seiner Heimatstadt und frequentierte 1653 das Gymnasium in Gotha. 1654 begann er an der Universität Altdorf ein philosophisches Grundstudium, wobei er die Vorlesungen von Johann Paul Fellwinger (1606–1681), Johann Conrad Dürr und Georg Christoph Dreher besuchte.
Nebenher forcierte er rechtliche Studien bei Wilhelm Ludwell (1598–1663), Georg von Rittershausen (1595–1664) und Johann Kob (1590–1661). Finanzielle Engpässe nötigten ihn 1655 nach einem kurzen Aufenthalt in Hamburg und an der Universität Rostock, eine Hauslehrerstelle in Woltrop anzunehmen. 1658 setzte er seine Studien an der Universität Leipzig fort. Hier besuchte er die Vorlesungen zur Ethik und Politik bei Jacob Thomasius und Johann Siegmund Schwenck (auch Sigmund; † 1670 in Lüneburg), in den juristischen Fächern frequentierte er die Vorlesungen von Georg Tobias Schwendendörffer, Quirinus Schacher und Jacob Born (dem Älteren). Angeleitet von Amadeus Eckolt wurde er als juristischer Kandidat aufgenommen, begann 1660 Privatvorlesungen zu halten, erhielt eine Dienststelle beim Rat von Merseburg und war am 16. Oktober 1661 Baccalaureus der juristischen Fakultät in Leipzig.
Nachdem er sich dort am 18. September 1662 das Lizentiat erworben hatte, promovierte er am 2. April 1663 zum Doktor der Rechte und wurde am 2. November zum Assessor des akademischen Konzils der sächsischen Landsmannschaft gewählt. Als er im Sommersemester 1665 Rektor der Alma Mater gewesen war, folgte er am 7. September 1665 einem Ruf des Administrators des Stiftes Merseburg Christians von Sachsen-Merseburg als Hof- und Justizrat, war 1668 Direktor der dortigen Regierung und 1673 Direktor des Merseburger Konsistoriums.
Noricus starb an einem fortschreitenden Körperverfall (Cachexia) und wurde am 12. März in der Merseburger Schloss- und Domkirche begraben.

## Familie
Aus seiner 1663 geschlossenen Ehe mit Anna Sophia, der Tochter des Theologen Johann Hülsemann stammen zehn Kinder., drei Söhne und sieben Töchter. Von diesen Kindern kennt man:
- Johann Ernst Noricus (starb jung)
- Magdalena Sophia Noricus (starb jung)
- Christiana Sophia Noricus
- Anna Sophia Noricus
- Magaretha Sophia Noricus
- Maria Elisabeth Noricus
- Christian Noricus
- Christian Ernst Noricus
- Christiana Catharina Noricus
- Dorothea Sophia Noricus

## Werke (Auswahl)
- Diss. Pro lic. De damno infecto. 1662, 1663, 1664, 1665.
- Tractatus varii iuris civil. Altenburg 1676.
- Notae ad Finckelthausii controv. Feudal. Helmstedt 1655, 1680.
- Vinnii Comment. Ad Institutiones. Leipzig 1664.
- Annotat. Pract. Ad Institut. Gloss. Leipzig 1683.